# Pluribus International Corporation
Pluribus International Corporation ist ein Dienstleister der National Security Agency (NSA). Sie hat ihren Sitz in Alexandria, Virginia. Hauptgeschäftsführer und Eigentümer des Unternehmens ist Nathan McCarry in Personalunion. Er ist der Sohn von Charles McCarry.
Am 3. Juni 2017 verhaftete das FBI Reality Winner mit dem Verdacht des Geheimnisverrats. Reality Winner war seit Februar 2017 im Unternehmen angestellt.